# Ranchot
Ranchot is een gemeente in het Franse departement Jura (regio Bourgogne-Franche-Comté) en telt 487 inwoners (2004). De plaats maakt deel uit van het arrondissement Dole.

## Geografie
De oppervlakte van Ranchot bedraagt 7,0 km², de bevolkingsdichtheid is 69,6 inwoners per km².

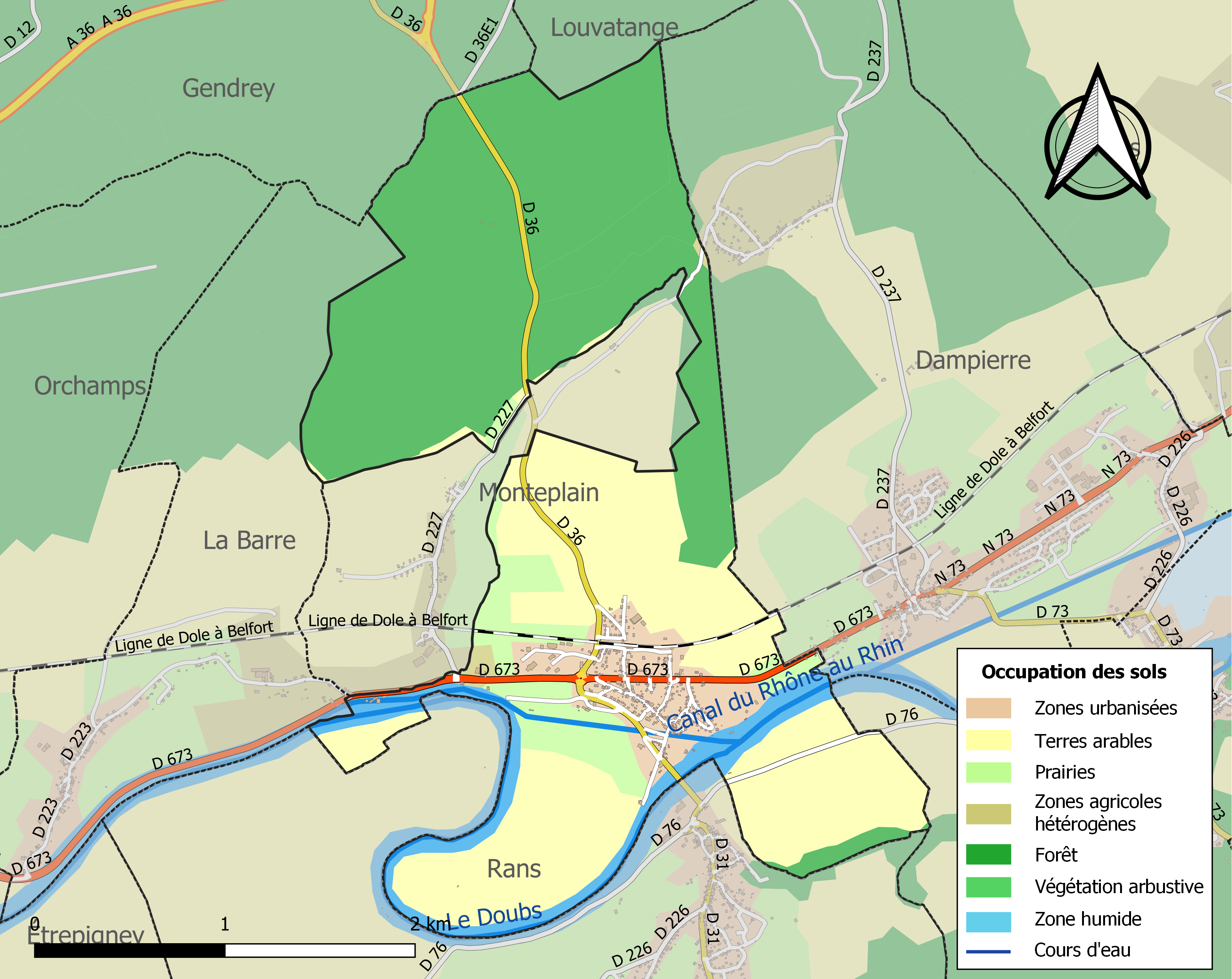
Kaart van de gemeente met de belangrijkste infrastructuur, bodemgebruik en omliggende gemeenten

## Verkeer en vervoer
In de gemeente ligt spoorwegstation Ranchot.

## Demografie
Onderstaande figuur toont het verloop van het inwonertal (bron: INSEE-tellingen).